# Graçay
Graçay település Franciaországban, Cher megyében. Lakosainak száma 1245 fő (2022. január 1.). Graçay Genouilly, Nohant-en-Graçay, Saint-Outrille, Anjouin, Luçay-le-Libre, Meunet-sur-Vatan, Orville és Reboursin községekkel határos.

## Népesség
A település népességének változása:
| Lakosok száma | 2043 | 1844 | 1559 | 1527 | 1459 | 1455 | 1447 | 1432 | 1369 | 1245 |
|               | 1968 | 1982 | 1990 | 2006 | 2013 | 2015 | 2017 | 2019 | 2020 | 2022 |